# Stanisław Pierlak
Stanisław Pierlak (ros. Станислав Перляк; ur. 17 listopada 1987) – rosyjski biegacz narciarski, srebrny medalista mistrzostw świata młodzieżowców.

## Kariera
Pierwszy raz na arenie międzynarodowej Stanisław Pierlak pojawił się 23 grudnia 2006 roku podczas zawodów FIS Race w Syktywkarze, gdzie zajął 95. miejsce na dystansie 15 km techniką dowolną. Nigdy nie wystąpił na mistrzostwach świata juniorów. Wziął za to udział w mistrzostwach świata młodzieżowców w Hinterzarten w 2010 roku, gdzie zdobył srebrny medal w biegu na 15 km stylem klasycznym, przegrywając tylko ze swym rodakiem Władisławem Skobielewem. Na tej samej imprezie zajął też dziewiąte miejsce w biegu łączonym na 30 km. Jak dotąd nie startował w zawodach Pucharu Świata.

## Osiągnięcia

### Mistrzostwa świata młodzieżowców
| Miejsce | Dzień       | Rok  | Miejscowość  | Konkurs                 | Wynik       | Strata  | Zwycięzca              |
| ------- | ----------- | ---- | ------------ | ----------------------- | ----------- | ------- | ---------------------- |
| 2.      | 28 stycznia | 2010 | Hinterzarten | 15 km stylem klasycznym | 37:50,0 min | +20,7 s | Władisław Skobielew    |
| 9.      | 30 stycznia | 2010 | Hinterzarten | 30 km łączony           | 1:24:45,6 h | +55,9 s | Paul Constantin Pepene |